# Пшичо
Пшичо (рос. Пшичо; адиг. Пщычэу) — аул Шовгеновського району Адигеї Росії. Входить до складу Хатажукайського сільського поселення.
Населення — 1083 особи (2015 рік).